# Chiesa di San Vito (Ostellato)
La chiesa di San Vito, anche nota come pieve di San Vito Martire o chiesa dei Santi Vito, Modesto e Crescenzia, è la parrocchiale patronale di San Vito, frazione di Ostellato nell'Unione dei comuni Valli e Delizie in provincia di Ferrara. Fa parte del vicariato di Argenta-Portomaggiore dell'arcidiocesi di Ravenna-Cervia e la sua costruzione risale all'XI secolo.

## Storia
La pieve nella frazione di San Vito a Ostellato venne edificata nel 1027 ed ebbe all'inizio dedicazione ai santi Vito, Modesto e Crescenzia. La torre campanaria venne eretta oltre due secoli più tardi, nel 1228. Attorno al 1686 fu oggetto di importanti lavori di restauro e ricostruzione che portarono ad una trasformazione radicale dell'edificio e in tal modo vennero perduti i caratteri architettonici della prima pieve. Rimasero, a testimonianza dell'antica chiesa, le arcate nella sala e i muri esterni con le piccole finestrelle simili a feritoie. Nel primo dopoguerra, tra il 1925 e il 1927, la facciata barocca eretta del settecento fu demolita e vennero ripristinate le forme romaniche originali. Rappresenta un raro esempio di architettura romanica nel territorio di Ferrara e una delle più antiche pievi dell'arcidiocesi ravennate.
Durante il Terremoto dell'Emilia del 2012 la struttura ha riportato vari danni e si è reso necessario, tra il 2015 e il 2016, rimetterla in sicurezza e ristrutturla

## Descrizione

### Esterni
La chiesa si trova nell'abitato di San vito, e si raggiunge attraverso il vialetto che porta alla sua parte absidale, a testimonianza dell'inversione di orientamento alla quale venne sottoposta durante i lavori del XVII secolo. Da quel momento mostra orientamento verso est e sulla sua sinistra si trova la canonica. La torre campanaria si alza sulla destra, in posizione avanzata.

### Interni
La sala di impostazione basilicale con tre navate conserva una cripta, sotto la navata centrale nella zona presbiteriale. Di particolare interesse è anche il battistero ligneo intagliato del XVIII secolo.